# Montecarmelo
Montecarmelo – stacja metra w Madrycie, na linii 10. Znajduje się w dzielnicy Fuencarral-El Pardo, w Madrycie i zlokalizowana jest pomiędzy stacjami Las Tablas i Tres Olivos. Została otwarta 26 kwietnia 2007.